# European Blues Union
Die European Blues Union (EBU) wurde 2010 in Brüssel gegründet, um die Förderung des Blues in Europa zu koordinieren. Die EBU sieht sich als europäischen Partner der US-amerikanischen Blues Foundation.

## Geschichte
Infolge einer italienischen Initiative fand 2008 in Parma die erste „European Blues Conference“ statt, bei der über 70 Teilnehmer aus 18 Ländern die Gründung der Europäischen Blues Union diskutierten. Die zweite „European Blues Conference“ in Notodden, Norwegen, bereitete konkrete Schritte vor, die schließlich zur Gründung der European Blues Union im Juni 2010 in Brüssel, Belgien, führten.
Die European Blues Union betreibt eine eigene Webpräsenz (siehe Weblinks), organisiert die jährliche „European Blues Challenge“ mit dem „Blues Market“ sowie die „Blues Expo“ zur Bekanntmachung ihrer Aktivitäten. Jährlich findet eine „EBU General Assembly“ (Generalversammlung) statt.